# Al-Aqsa Bibliotheek

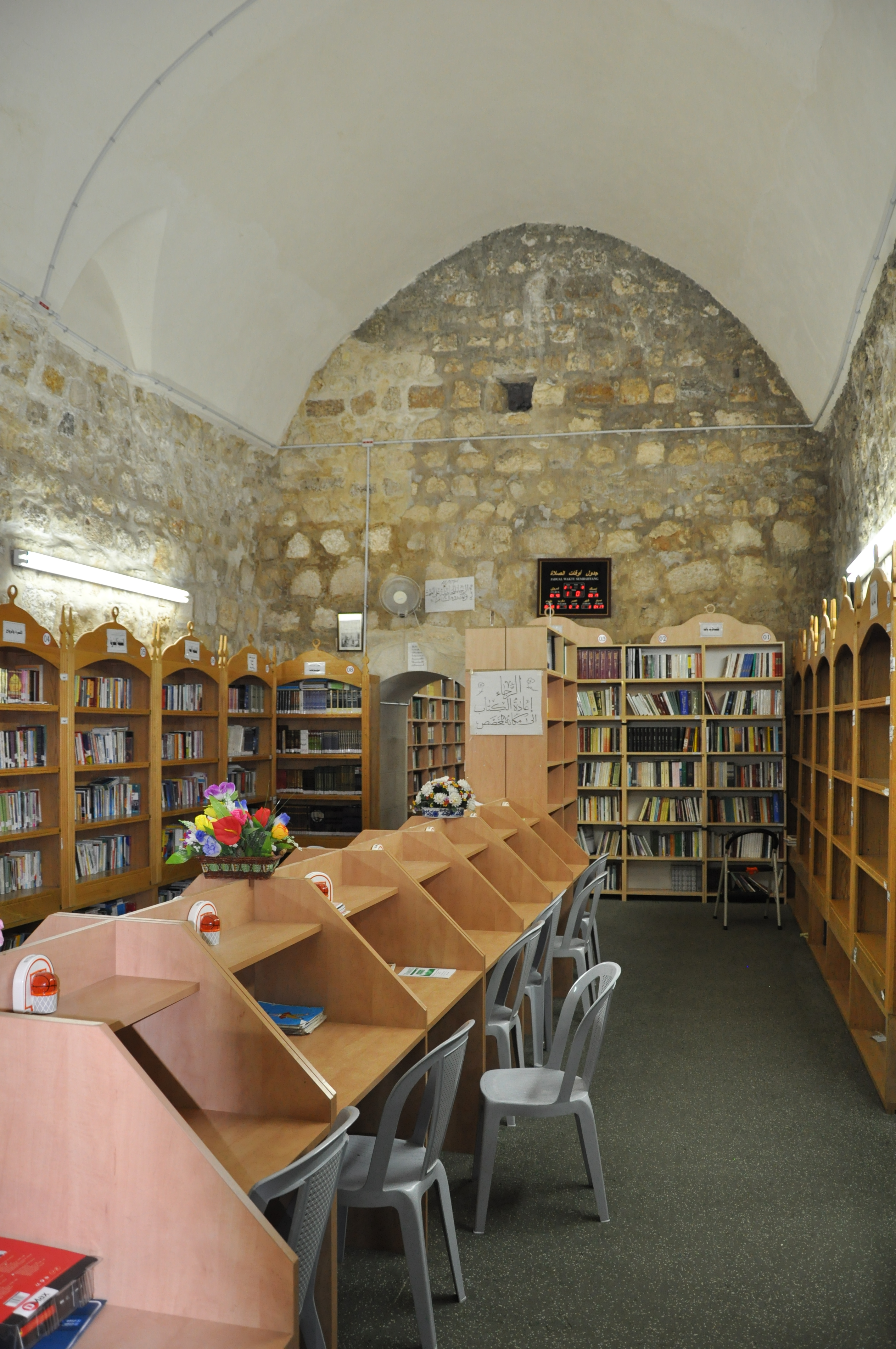
Het interieur van de Al-Hutniyya-bibliotheek, onderdeel van het Al-Aqsa-bibliotheeksysteem.

Al-Aqsa Bibliotheek is een bibliotheek in het Al-Aqsa-complex (Haram al-Sharif). Het bestaat uit:
- Hoofdbibliotheek: ten westen van de Al-Aqsamoskee
- Al-Hutniyya-bibliotheek: ten zuiden van de Al-Aqsamoskee.

## Geschiedenis
In 1922 richtte de Hoge Raad van Moslims het Boekenhuis van de Al-Aqsamoskee op. In 1923 werden de boeken verspreid over het complex verzameld in de al-Nahaviyya-koepel. Na van 1948 tot 1976 inactief te zijn geweest, werd de bibliotheek in 1977 nieuw leven ingeblazen. De boeken werden in 2000 verplaatst van het Islamitisch Museum naar de Ashrafiyya Madrasah en vervolgens naar de Vrouwenmoskee.

## Inhoud
Het bevat ongeveer 20.000 boeken, vooral boeken over islamitische archeologie. De boeken zijn meestal in het Arabisch en Engels, en sommige in het Frans. Het bevat ongeveer 2.000 Arabische manuscripten die dateren uit de 5e eeuw tot het Ottomaanse tijdperk. Alleen onderzoekers kunnen de manuscripten gebruiken. Er zijn ook een groot aantal Palestijnse kranten en tijdschriften, waarvan de meeste dateren uit het begin van de 20e eeuw.
- International Standard Name Identifier: 0000 0001 0745 939X
- Library of Congress Control Number: n85133578
- Nationale Bibliotheek van Israël: 987007606043505171
- Virtual International Authority File: 155316187